# 後藤健一
後藤健一（ごとうけんいち）は、戦前から戦後にかけて活躍した日本の造園家。当時にあってランドスケープコンサルタントの後藤健一造園事務所を主宰し、主に洋風の庭園設計を手掛けていった。
大正後期から昭和初期にかけて中流階級が出現するが、中流階級の邸宅設計は設計料が安くトラブルも多く魅力に乏しく、庭園設計も当時の中流住宅でも庭は更地で道路沿に設ける画一的植栽が多く上流か上流に近い中流の家でなければ採算にあう庭園設計活動はできなかったことがうかがえて造園業者でも等閑視していた中、社会問題化した都市環境の悪化に基づき、郊外住宅の要望が快適な屋外環境は不可欠のものとなっていくこの時代において、当時にあって設計事務所を主宰していた戸野琢磨、五十嵐孝治らとともに造園家として活躍した。

## 主な作品
- 旧渡辺甚吉邸庭園[2]
- 利光氏庭園[3]
- N氏邸庭園[4]
- K氏邸庭園[5] [6]
- 澤田邸庭園[7]
- 上田邸庭園[8]
- 大垣市設運動公園[9]

## 参考資料
- 庭ＮＩＷＡ ( 建築資料研究社 ) - (225) 86-86, 2016年11月[10]
- 作品3題－後藤健一設計・Ｏ信託ビル屋上庭園（昭和十四年『日本造園士』より）庭 別冊35－室内・屋上の庭（住宅作品１１選／店舗と宿作品5選 昭58
- 住宅生産振興財団 まちなみ大学［第3期］第11回 平成11年(1999)2月4日